# Дочь

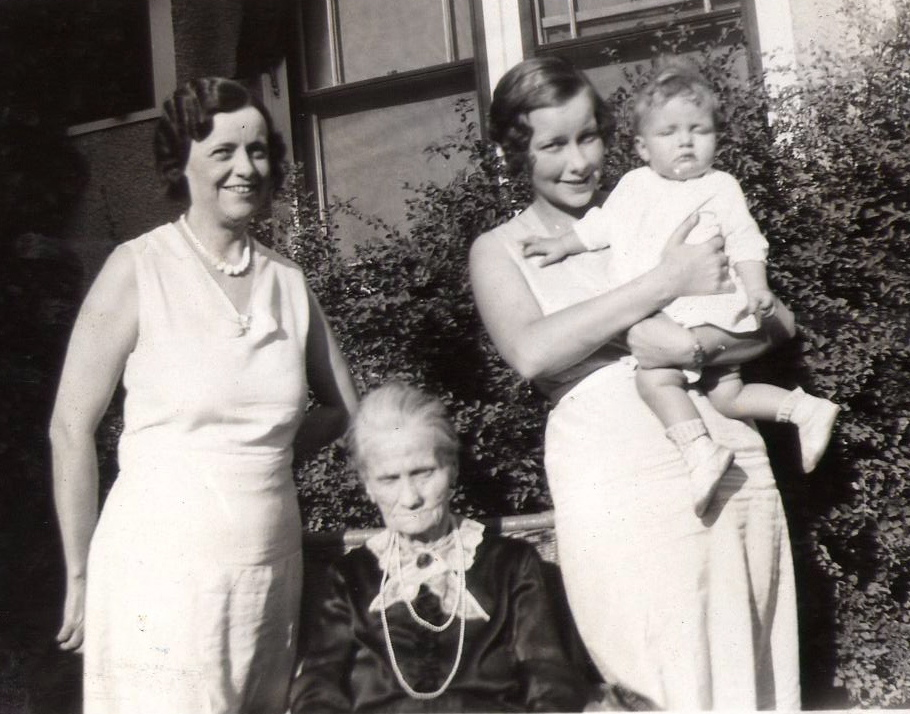

Дочь — девочка/женщина по отношению к своим родителям.
Неродная дочь для одного из супругов, родившаяся от предшествующего брака второго супруга — падчерица. В случае, если ребёнок не является родным ни одному из родителей, используется словосочетание «приёмная дочь». Кроме родственных отношений слово «дочь» употребляется также в различных социальных отношениях: крёстная дочь — принятая от купели крёстным отцом и крёстной матерью; духовная дочь — прихожанка по отношению к духовнику; посажёная дочь — невеста по отношению к посажёной матери.

## Этимология
Происходит от праславянской формы dъkťi др.-рус. дочи (из *дъчи), позднее дочь (с XV—XVI в.), ст.‑слав. дъшти (род. п. дъштере, русск. дочь, укр. доч (род. п. до́чери), дочка, белор. дачка, болг. дъщеря, сербохорв. kħи̑ (род. kħе̏pи), словенск. hčȋ (род. п. hče^re), др.-чешск. dci, чешск. dcera, словацк. dcéra, польск. cora, córka. Родственно лит. duktė̃ (род. п. dukter̃s) «дочь», dūkrà (*duktrā), podukrà, podukrė «падчерица», др.-прусск. duckti «дочь», po-ducre «падчерица», др.-инд. duhitā́, авест. dugǝdar-, арм. dustr, греч. θυγάτηρ, готск. daúhtar, нов.-в.-нем. Tochter, тохарск. А ckācar, В tkācer, далее, вероятно, к др.-инд. dṓgdhi «доит, доится». Сюда же стар. форма сравн. степ.: русск.-церк.-слав. дъщерьши «племянница», ср. др.-инд. ac̨vatarás «мул», лат. matertera «тётка».

## Право
В древних Афинах право наследования переходило к дочерям при отсутствии мужского потомства, но ближайший родственник мужского пола мог изъявить на него притязания, даже оспаривая её у мужа, за которого она вышла до получения наследного имущества. Неимущая дочь-наследница имела право требовать, чтобы ближайший родственник либо дал ей приданое, либо женился на ней. Попечением дочерей-наследниц занимался архонт, который мог взыскать пеню за обиды сам или в суде. Солоново законодательство разрешало завещание, когда нисходящее потомство умершего было только женское, но наследники должны были жениться на дочерях умершего.